# Icosaedro metabidisminuido
En geometría, el icosaedro metabidisminuido es uno de los sólidos de Johnson (J62).
Los 92 sólidos de Johnson fueron nombrados y descritos por Norman Johnson en 1966.